# Ohne Worte (Fernsehserie)
Ohne Worte ist eine Fernsehserie mit Bastian Pastewka. Die Serie wurde 2003 für den Deutschen Comedypreis nominiert. Die erste Folge wurde am 10. Januar 2003 bei RTL ausgestrahlt. Im Jahr 2004 wurden sechs weitere Episoden gesendet. Das Genre der Serie ist Comedy.

## Handlung
In der Sendung Ohne Worte werden mit Sitcoms vergleichbare Folgen gespielt, jedoch sprechen fast alle Schauspieler, auch Bastian Pastewka, nicht. Ausnahme sind jedoch technische Geräte, wie ein Navigationsgerät oder der Anrufbeantworter eines Telefons, wo Worte abgespielt werden.

## Auszeichnungen
2003 wurde die Fernsehserie für den Deutschen Comedypreis nominiert. 2 Jahre später, 2005, wurde Pastewkas Fernsehserie mit dem Bayerischen Fernsehpreis ausgezeichnet.

## DVDs
Es wurden zwei DVDs zur Serie herausgegeben.